# Primorski (Primorsko-Ajtarsk, Krasnodar)
Primorski (del ruso: Ягодное) es un posiólok del raión de Primorsko-Ajtarsk del krai de Krasnodar en el sur de Rusia. Está situado al oeste de la desembocadura del río Beisug a través del limán Beisugski en el mar de Azov, 11 km al este de Primorsko-Ajtarsk y 124 km al norte de Krasnodar, la capital del krai. Tenía 1 480 habitantes en 2010.Pertenece al municipio Primorsko-Ajtárskoye.